# Josef Rejfíř

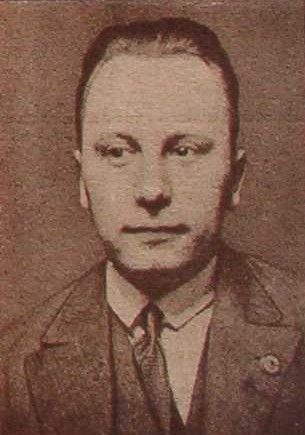
Josef Rejfíř, ca. 1932

Josef Rejfíř (* 22. September 1909 in Prag; † 4. Mai 1962 ebenda) war ein tschechoslowakischer Schachspieler.
Er spielte bei sieben Schacholympiaden: 1928 bis 1935, 1956 und 1958. Außerdem nahm er zweimal an der Europäischen Mannschaftsmeisterschaft (1957 und 1961) teil.
Im Jahre 1956 wurde ihm der Titel Internationaler Meister (IM) verliehen.